# El Sueño Eterno (banda)
El Sueño Eterno fue una banda española de rock de Barcelona (Cataluña, España), formada en 1990 por Ángel Fernández Bueno (voz, anteriormente en GRB y Frenopaticss), Hilario Rodríguez "Laly" (guitarra), Alfredo Martinez Escobedo (guitarra), Jordi Frigola "Mono" (bajo), y Carlos Balastegui "Balas"(batería, anteriormente en Ktulu). Posteriormente, todavía en el contexto del LP "Hierro a Fondo", José Montoliú reemplazó a Carlos Balastegui a la batería, y Alfredo Martinez por Albert Arias (ex-Bruque) a la guitarra.
Lanzaron dos LP: "Hierro a Fondo" (1991, editado por PDI), y "Generación" (1993, editado por Plan B -autoeditado-)

## Biografía

### Formación y primeras grabaciones
(por hacer)

### El LPHierro a Fondo
Cuenta con diez canciones, dos de ellas versiones del grupo anterior de Ángel (G.R.B.):  "Entre nosotros" y "Día tras día".
Cara A:
Un día más

El miserable

Mary

Mi vida

Entre nosotros

Cara B:
Hierro a fondo

De fábula

Humano

Delito de faldas

Día tras día

### El LPGeneración
Editado por Plan B (autoeditado) en 1993, Generación fue su segundo y último disco. 
Cara A:
Buenas noches

Mala noche

Nana para papás

El rey de la drogadicción

Un gigante enano

Cara B:
Juegos de carpa

Sexo gratis

Conciencia

De conveniencia

1Ère Arabesque

## Miembros
- Ángel Fernández Bueno: voz
- Alfredo Martinez Escobedo: guitarra
- Hilario Rodríguez "Laly": guitarra
- Jordi Frigola "Mono": bajo
- Carlos Balastegui "Balas": batería
- José Montoliú: batería (reemplazando a Carlos Balastegui)
- Albert Arias: guitarra (reemplazando a Alfredo Martínez)

## Discografía
- LP Hierro a Fondo (PDI, 1991).
- LP Generación (Plan B, 1993).